# Santos da Venda Nova
Santos Futebol Clube da Venda Nova é um clube desportivo português sediado em Venda Nova, Amadora. Fundado em 12 de abril de 1982, o clube é mais conhecido por sua equipe de futsal, cujo maior sucesso foi vencer a segunda edição da Liga Portuguesa de Futsal. Depois de jogar pela última vez na primeira divisão durante a temporada 2001-2002, após duas promoções em duas temporadas, a equipe de futsal atualmente joga na liga amadora local da Liga Futsal Inatel Lisboa. 